# Queen Mary Psalter

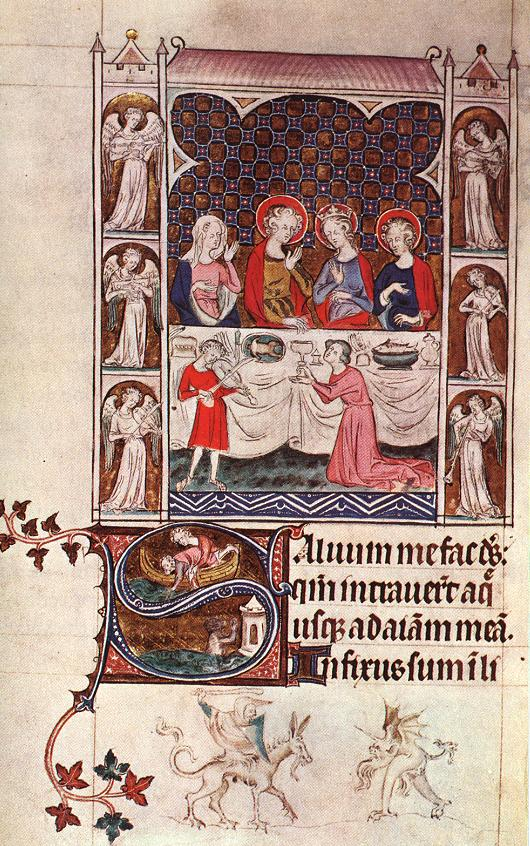
Queen Mary Psalter mit historisierter Initiale und Drolerien.

Der sogenannte Queen Mary Psalter ist ein um 1310 entstandener illustrierter Psalter, der zu den Höhepunkten der hochgotischen Buchmalerei Englands zählt. Neben den eigentlichen Miniaturen sind besonders die 464 autonomen Randszenen von Bedeutung, die vor allem Alltagssituationen darstellen.
Heute wird die Handschrift in der Londoner British Library unter der Signatur Ms. Royal 2. B. VII aufbewahrt.